# موسیقی علوانیه
علوانیه نام یکی از سبک یا الحان موسیقی عربی خوزستان است. نام این سبک برگرفته از نام سراینده آن علوان الشویع که در نوازندگی این سبک تخصص داشت گرفته شده‌است. همچنین علوانیه یکی از میراث‌های معنوی عرب‌های ایران به‌شمار می‌آید.
محمدرضا درویشی، آهنگساز، پژوهشگر موسیقی و مؤلف دایرةالمعارف سازهای ایران دربارهٔ علوانیه می‌گوید که سبک موسیقی علوانیه پیوند میان فرهنگ‌های مختلف کشور ایران است. وی همچنین نوازندگی علوانیه را با ساز َگَلن بسیار زیباتر از نوازندگی با ربابه می‌داند.
موسیقی عربی در استان خوزستان به دو دسته کلاسیک یا مقامی و موسیقی ریفی یا محلی تقسیم می‌شود. لحن علوانی جزو موسیقی‌های محلی این استان است. این طور از مقام حجاز و مقام بیات تشکیل شده که درجه سوم آن ربع پرده و نیم پرده مدام کم می‌شود و حالت خاصی به وجود می‌آورد که در هیچ‌کدام از موسیقی‌های کشورهای عربی و ایران دیده نمی‌شود و تنها گوشه شوشتری در دستگاه همایون ایران به آن شبیه است و در میان مقام‌ها هم شباهت زیادی به مقام حجاز دارد.

## علوانیه، موسیقی‌ای با یک ساز
لحن علوانیه با سازی به نام رباب یا ربابه که یکی از سازهای مردم عرب خوزستان است نواخته می‌شود. رباب‌سازی مانند کمانچه است اما از ساده‌ترین وسایل ساخته می‌شود.
این ساز در کشورهای امارات، کویت، بحرین و عراق هم استفاده می‌شود. به این دلیل که در قدیم اهوازی‌های تنگ‌دست و همگی کشاورز بودند و قدرت تهیه ساز را نداشتند، با قوطی‌های حلبی، چوب، دم اسب و ریسمان‌های برگ نخل ساز رباب را می‌ساختند و شروع به نواختن آن می‌کردند.

## علوانیه از اهواز تا سوریه، عراق و کویت
به دلیل حزن زیبایی که این سبک دارد این لحن نه تنها در خوزستان توسط خواننده‌هایی مانند حسن معشوری، ثامر زرگانی، علی ادریس، علی رشداوی شیخ کریم باوی خوانده می‌شود بلکه در کشور عراق نیز توسط خواننده‌های مشهور این کشور مانند داخل حسن و سلمان منکوب استفاده می‌شد. این آوازها که به پنج درجه می‌رسد در اهواز و کشورهای عربی به طور معروف هستند.
یحیی جابری، خواننده و رئیس خانه موسیقی محلی عراق (رئیس بیت الریف العراق)، در یکی از مقاله‌های خودش در مجله الحیات ـ چاپ کشور سوریه ـ گفته‌است که 
 من برای تحصیل در سوریه بودم. عده‌ای از دانشجویان اهوازی نغمه‌ای را می‌خواندند که برای من خیلی زیبا بود اما شبیه هیچ‌یک از الحان کشور عراق و دیگر کشورهای عربی نبود. از آن‌ها پرسیدم این چه لحنی است؟ آن‌ها گفتند این لحنی به نام «علوانی» است که به نام سازنده آن «علوان» معروف است.
این لحن در کشور کویت نیز توسط شخصی به نام عبدالله فضاله، یکی از خوانندگان قدیمی و مشهور کویت، خوانده می‌شد. او لحن «علوانی» را در کویت و بحرین رواج داد.

### ثبت علوانیه در عراق یا ایران
خبرگزاری ایسنای مرکزی طی مصاحبه‌ای با قاسم منصور آل کثیر، از فعالان میراث فرهنگی اهواز نسبت به ثبت موسیقی علوانیه در کشور عراق یا سوریه خبر داد.
پس از بازنشر این خبر در سایت‌های خبری ایران، پس از یک هفته مدیر کل میراث فرهنگی خوزستان اطلاع داد که مکاتبات اولیه برای جلوگیری از ثبت موسیقی علوانیه در عراق انجام شده‌است. قرار شد موسیقی علوانیه به عنوان یک فرهنگ مشترک بین دو کشور ایران و عراق به ثبت جهانی برسد.

## نوع شعرهای علوانیه
در سبک علوانیه بیشتر از آوازهای اشعار حماسی و اخلاقی استفاده می‌شود. خواننده علوانیه همچنین در آوازهایش مردم را به شجاعت، کرم، صبر، گذشت، صله رحم، پیکار با ظالم و یاری مظلوم دعوت می‌کند.

## استقبال مردم از علوانیه
این نوع آواز بعد از مدتی، مورد استقبال عامه مردم و سایر هنرمندان قرار گرفت و به نام سراینده آن (علوان)، علوانیه نامگذاری شد. در ادبیات علوانیه، به نام شاعر یا گویندهٔ کلام، و زمانی که خواننده و نوازنده یکی است نیز اشاره می‌شود. امروزه علوانیه به آوازی توأم با آهنگ آرام و غمگین گفته می‌شود که تنها با ساز موسیقی ربابه نواخته می‌شود. این سبک از هنرهای عامه مردم عرب ایران به حساب می‌آید. با آنکه تب مدرنیزه شدن بخش بزرگی از فرهنگ و سنن اقوام و ملل مختلف را تحت تأثیر خود قرار داده اما اهالی فولکلور که از میراث داران واقعی هنر فاخر و منحصربه‌فرد هستند در خوزستان می‌کوشند تا اصالت هنر خویش را حفظ کرده و به آنچه که از گذشتگان خود به ارث برده‌اند، پایبند باشند. این سبک موسیقی در بسیاری از مراسم ازدواج‌ها برگزار می‌شود.

### رواج علوانیه
در دوره شیخ خزعل موسیقی عربی خوزستان رونق و رواج فراوان یافت. خزعل افزون بر نوازندگان عرب محلی از گروه‌های موسیقی کشورهای عربی نظیر عراق، لبنان و مصر دعوت می‌کرد تا در کاخ‌های وی برنامه اجرا کنند. در دوره پهلوی موسیقی عربی دچار رکود شد. در دهه چهل شمسی «علوان ابوشهلا» در اهواز پدیدار شد که ردیف‌ها و دستگاه‌های آوازی و انواع شعر مردم عرب خوزستان را می‌شناخت.
برخی می‌گفتند که «علوانیه» با سبک آوازی «امیری» در مازندران مشابهت دارد. این درحالی است که این سبک هیچ شباهتی با موسیقی امیری ندارد. سبک علوانیه از مرزهای خوزستان و ایران فراتر رفت و در عراق و بحرین و کویت نیز رواج یافت. هم‌اکنون هنرمندان و ترانه‌سرایان این کشورها این سبک را با نام «علوان اهوازی» می‌شناسند.
سبک آوازی علوانیه در بخش موسیقی «ریفی» قرار می‌گیرد. نیز در خوزستان، آوازخوانان بسیاری، سبک و شیوه علوان را دنبال می‌کنند. «حسان الگزار» در بخش «شاوور» شهرستان شوش دانیال یکی از افرادی بود که با این سبک ترانه‌سرایی می‌کرد. گروه‌های موسیقی «الخشابه» نیز به ترویج آن در برابر موسیقی مبتذل کمک کردند. علوانیه موسیقی و آواز بسیار غمناک عربی محلی است که به نام مبدع آن علوان، «علوانیه» نامیده می‌شود. در «عتاب» نیز نوعی غم و اندوه احساس می‌شود ولی «ابوطلگه» یا «بسته» که هم به شکل فردی و اغلب به شکل جمعی خوانده می‌شود با شادی و گاه با رقص یا «طلگت اصبع» همراه است. ابزارهای موسیقی محلی عربی عبارتند از: مطبگ، ماصول، النای، العذابه، الطبله، الدف، الزنجاری، سچابیق، رباب، سنتور و دَمام.
شعری دربارهٔ علوانیه

## تلاش دوسداران میراث فرهنگی برای ثبت ملی این موسیقی در ایران
دوست دارن میراث فرهنگی همچون قاسم منصور آل کثیر و محمود مشهودی در ایران با اشاره به میراث معنوی ایران همچون ساز تار و موسیقی عاشیق‌های آذربایجان که در کشور آذربایجان ثبت ملی شدند، سعی بر این دارند که موسیقی علوانیه را نیز پیش از آنکه در کشورهای همسایه ایران ثبت شود آن را در ایران به ثبت برسانند.
محمدرضا درویشی و هوشنگ جاوید از جمله افرادی هستند که از فعالان فرهنگی که برای ثبت ملی این اثر تلاش می‌کنند حمایت کرد.